# Obix

Obix fue un lenguaje de programación. El proyecto cambio de nombre, ahora es conocido como PPL (Practical Programming Language)
Características del lenguaje:
- alto nivel
- orientado a objetos
- estáticamente tipado
- compilado
- portable
- open source

El compilador de Obix genera bytecode.
Obix es open source liberado bajo los términos de la licencia Affero General Public License version 3.